# Paraphotina insolita
Paraphotina insolita es una especie de mantis de la familia Mantidae.

## Distribución geográfica
Se encuentra en Venezuela. En <Quiriquire, Estado Monagas.